# آرا شيراز
آرا شيراز (أرمني: Արա Շիրազ ،8 يونيو، 1941 - 18 مارس 2014) كان نحاتًا أرمنيًا. والدته ووالده كانا الشاعر سيلفا كابوتيكيان وهوفانيس شيراز.

## السيرة الذاتية
ولد آرا شيراز في أرامادوف عام 1941 في أرامازيد كارابيتيان (الأرمينية: Արամազդ Կարապետյան). وقد تخرج من معهد يريفان للفنون الجميلة في عام 1966. وشارك في العديد من معارض الفنانين الشباب في أرمينيا والاتحاد السوفيتي. من عام 1968 حتى وفاته في عام 2014 كان عضوا في اتحاد الفنانين في أرمينيا. وقد عرضت أعماله في المدن الرئيسية في الولايات المتحدة (موسكو، لينينغراد، تبليسي) كجزء من العروض الفردية والجماعية. شارك في مهرجان الفن الأرمني «من أورارتو إلى الحاضر» (باريس، 1970).
يتميز شيراز من قبل أعماله النحتية الضخمة من الفن مثل الآثار من باروير سيفاك (يريفان، 1974)، ييغيش تشارينتس (تشارنتساوان، 1977)، الكسندر مياسنيكيان (يريفان، 1980) ويليام سارويان (بانثيون يريفان، 1991).
في عام 1979 حصل شيراز على جائزة الدولة لأرمينيا عن منحوتاته الزخرفية التي تزين واجهة فندق Dvin في يريفان. في عام 1977 حصل على لقب الفنان جدارة أرمينيا. في عام 1987، تم انتخابه رئيسًا لاتحاد الفنانين في أرمينيا، وعضوًا في أمانة اتحاد الفنانين في الولايات المتحدة.
أعمال شيراز الأكثر شهرة تشمل تماثيل بابلو بيكاسو، يرفاند كوشار، هوفانيس شيراز وفيرر غلستيان. العديد من مؤلفاته النحتية معروضة بشكل دائم في متحف الفن الحديث في أرمينيا، ومعرض الدولة في أرمينيا في يريفان، ومعرض تريتياكوف ومتحف الفن في الأمم الشرقية في موسكو.

## الأعمال
تم العثور على لوحات ومنحوتات شيراز في العديد من المجموعات الخاصة في جميع أنحاء العالم: موسكو، وسانت بطرسبورغ، وتبيليسي، ويريفان، وبيروت، وباريس، ولندن، ونيويورك، ولوس أنجلوس، وشيكاغو، وديترويت، ومونتريال، إلخ. شيراز هو أيضًا المؤلف تمثال أندرانيك (2002). يجلس أندرانيك في حصانين. إنهم يرمزون إلى الأرمن الغربي والشرقي.
- ييغيش تشارينتس، تشارنتساوان، 1977[2]
- باروير سيفاك، يريفان، 1978[2]
- ألكسندر مايسنكيان، يريفان، 1980[2]

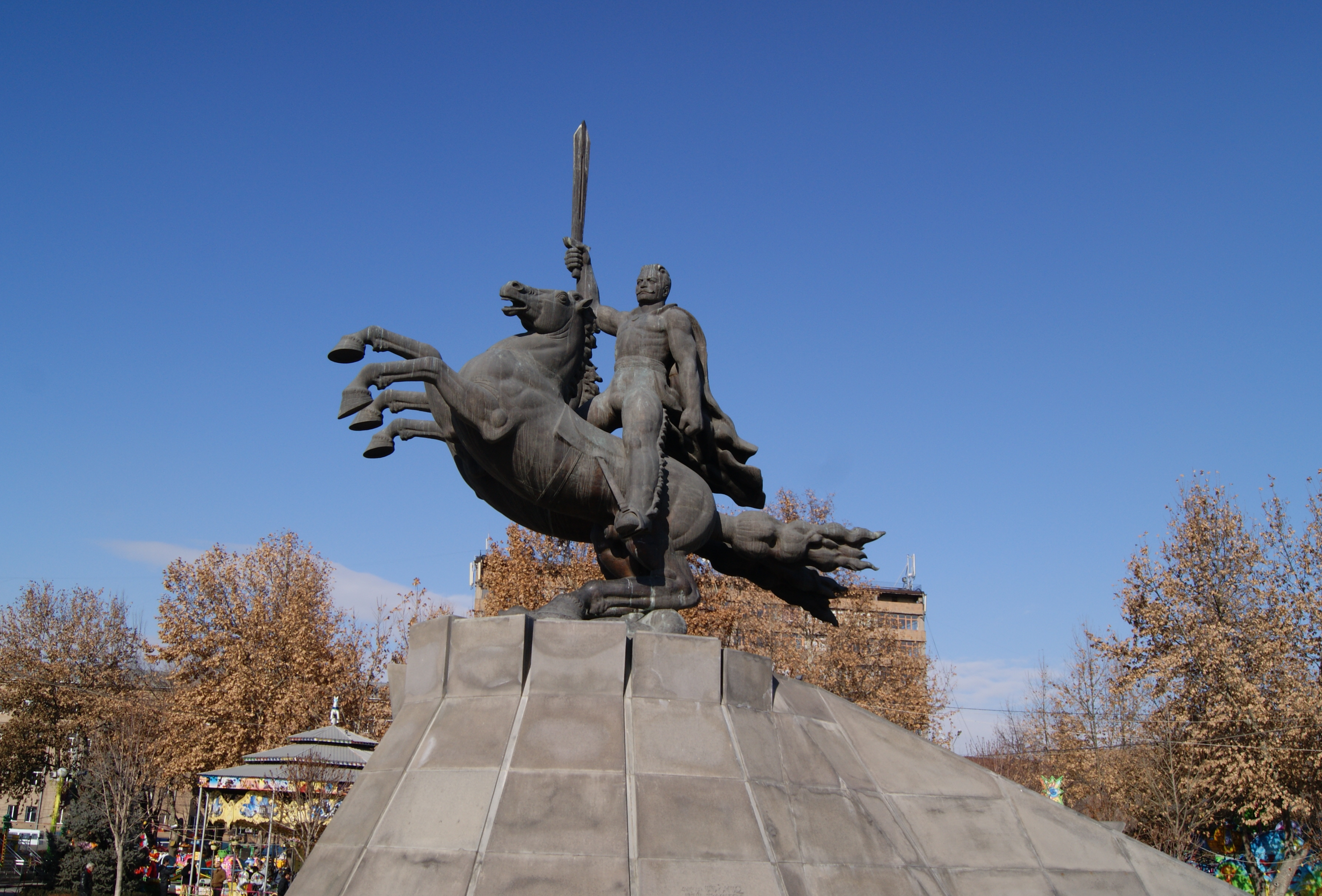
تمثال الفروسية لأندرانيك من شيراز قرب كاتدرائية القديس غريغوريوس (يريفان) في وسطيريفان

- وليام سارويان، كوميتاس بانثيون، يريفان، 1984[2]
- تيغران بتروسيان، الشطرنج البيت، يريفان، 1989
- هوفانيس شيراز كوميتاس بانثيون، 1989
- سيرغي بارايانوف، كوميتاس بانثيون، 1999
- أندرانيك في مقدمة القديس غريغوري كاتدرائية إضاءة، 2002
- هوفهانيس شيراز، مقاطعة مالاتيا سيباستيا، يريفان، 2005[3]
- أكاديمية فاسكنيان ثيولوجكل سيفان، 2008[4]
- تمثال أندرانيك اوزانيان